# Giuseppe Mazzuoli

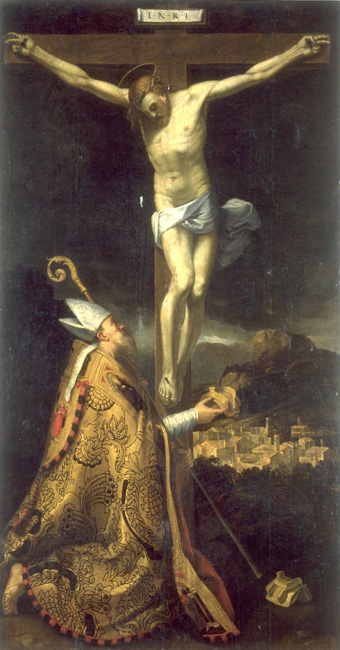
San Eligio obispo adorando a Cristo crucificado

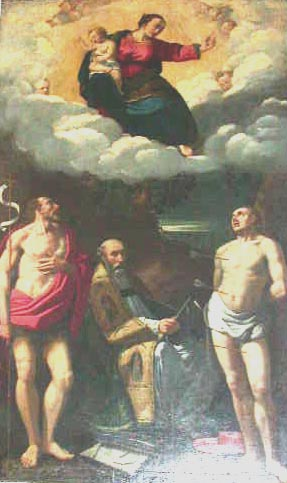
Virgen con el Niño y santos

Giuseppe Mazzuoli (Ferrara, c. 1536 - Ferrara, 1589), conocido como Il Bastaruolo (Il Bastarolo) por la profesión de su padre, tratante de cereales,  fue un pintor manierista italiano.

## Datos biográficos
Se formó junto a Giovanni Francesco Surchi, il Dielai, uno de los alumnos de Dosso Dossi, a través del cual le llegó la influencia del gran maestro ferrarés. Fue un artista de talento limitado, sobre todo en lo concerniente a la perspectiva, que casi nunca supo resolver adecuadamente. Su lentitud en el trabajo fue proverbial entre sus colegas. Sin embargo, no careció de mérito, de manera más notoria durante su época más madura; las carnaciones y cabezas de sus figuras alcanzaron una gran elegancia, en la que se intuyen las influencias veneciana y parmesana.
Las crónicas relatan que falleció ahogado mientras tomaba un baño medicinal en Ferrara.
Sus mejores obras se encuentran en la iglesia del Gesù y en la iglesia de los Capuchinos. Trabajó durante muchos años para la corte de Alfonso II de Este, duque de Ferrara. Carlo Bononi figura entre sus alumnos.
No debe ser confundido con el escultor Giuseppe Mazzuoli (1644-1725), que vivió y trabajó durante el siglo XVII.

## Obras destacadas
- Autorretrato (1573, Uffizi, Florencia)
- Adoración de los Reyes Magos (Musée Fesch, Ajaccio)
- San Eligio obispo adorando a Cristo crucificado (San Giorgio Martire, Trecenta)
- Virgen con el Niño y santos (San Francesco, Ferrara)
- Anunciación (Gesù, Ferrara)
- Crucifixión (Gesù, Ferrara)
- Ascensión de la Virgen (Capuccini, Ferrara)